# Wolf Pack
Wolf Pack é uma série de televisão americana de drama adolescente sobrenatural criada por Jeff Davis para a Paramount+, baseada no livro de mesmo nome de 2004 escrito pelo autor canadense Edo van Belkom. A série estreou no Paramount+ em 26 de janeiro de 2023.
Cancelada após uma única temporada, em janeiro de 2024, Wolf Pack foi removida da plataforma Paramount+, em abril do mesmo ano.

## Elenco

### Principal
- Armani Jackson como Everett Lang
- Bella Shepard como Blake Navarro
- Chloe Rose Robertson como Luna Briggs
- Tyler Lawrence Gray como Harlan Briggs
- Rodrigo Santoro como Garrett Briggs
- Sarah Michelle Gellar como Kristin Ramsey

### Recorrente
- Bailey Stender como Phoebe
- Chase Liefeld
- Hollie Bahar como Guarda Prisha
- Rainer Dawn
- Lanny Joon como Oficial Jason Jang
- Rio Mangini como Austin
- Stella Smith como Tia
- Zack Nelson
- James Martinez como Roberto Navarro
- Amy Pietz como Kendra Lang
- Bria Brimmer
- John L. Adams como David Lang
- Sean Philip Glasgow como Connor
- Blaise Reyes

## Episódios
| N.º | Título                                                | Dirigido por     | Escrito por                                  | Exibição original       |
| --- | ----------------------------------------------------- | ---------------- | -------------------------------------------- | ----------------------- |
| 1 | "From a Spark to a Flame" "De uma faísca a uma chama" | Jason Ensler     | Jeff Davis                                   | 26 de janeiro de 2023   |
| Um incêndio mortal devasta a Califórnia e leva uma criatura sobrenatural a atacar. Algumas pessoas são mortas e muitas outras ficam feridas, incluindo animais. Os adolescentes Blake Navarro e Everett Lang são mordidos. Everett é enviado ao hospital para ser tratado de seu ferimento e descobre que sua mordida curou misteriosamente. Enquanto está no hospital, ele recebe um telefonema de um desconhecido dizendo-lhe para sair do hospital imediatamente, pois a criatura que o mordeu virá procurá-lo. Ele foge do hospital no momento em que Kristin Ramsey, um detetive vem procurá-lo. A mordida de Blake também foi curada misteriosamente e ela luta para cuidar de seu irmão autista enquanto seus pais estão passando por uma separação difícil. Ela tem uma visão de Everett no hospital, assim como Everett. Os dois são inexplicavelmente atraídos um pelo outro. Enquanto isso, Harlan e Luna são dois lobisomens adolescentes que sabem o que está por trás dos acontecimentos misteriosos e estão procurando por seu pai adotivo. Depois que Blake e Everett são perseguidos por um enorme animal lobisomem, eles encontram Harlan e Luna. |                                                       |                  |                                              |                         |
| 2 | "Two Bitten, Two Born" "Dois Mordidos, Dois Nascidos" | Joseph P. Genier | Emily Eslami e Jeffrey Nieves                | 2 de fevereiro de 2023  |
| Harlan e Luna levam Blake e Everett de volta para casa. É revelado que Harlan e Luna não foram transformados em lobisomens, mas nasceram assim e que é o pai deles que está devastando o país. Luna quer contar a Blake e Everett o que está acontecendo, mas Harlan não confia neles. Everett e Blake recebem visitas da detetive Kristen Ramsey. O amigo de Everett, que também foi mordido, recebe uma ligação de um misterioso interlocutor e é atacado por um lobisomem. |                                                       |                  |                                              |                         |
| 3 | "Origin Point"                                        | Joseph P. Genier | Krystal Houghton Ziv                         | 9 de fevereiro de 2023  |
| 4 | "Fear and Pain"                                       | Christian Taylor | Carlos Foglia                                | 16 de fevereiro de 2023 |
| 5 | "Incendiary"                                          | Mike Elliott     | Sean Crouch                                  | 23 de fevereiro de 2023 |
| 6 | "After Party"                                         | Katie Eastridge  | Krystal Houghton Ziv                         | 2 de março de 2023      |
| 7 | "Lion's Breath"                                       | Christian Taylor | Carlos Foglia & Alessandra Jara Del Castillo | 9 de março de 2023      |

## Produção

### Desenvolvimento
Em setembro de 2021, foi anunciado que Jeff Davis estava desenvolvendo uma série baseada no livro Wolf Pack de Edo van Belkom para Paramount+.
Além de Davis, Joe Genier, Mike Elliott e Karen Gorodetzky atuam como produtores executivos da Capital Arts. Jason Ensler, Sarah Michelle Gellar e Christian Taylor também atuam como produtores executivos. A série foi lançada em 26 de janeiro de 2023.
Durante uma entrevista em setembro de 2022, Jeff Davis afirmou que, embora Wolf Pack e Teen Wolf usem as mesmas instalações do estúdio de Atlanta e compartilhem parte da equipe de bastidores, bem como ambos os shows envolvendo jovens lobisomens, os dois universos fictícios são completamente separados e a mitologia e as criaturas envolvidas são diferentes.

### Escolha de elenco
Em 20 de junho de 2022, a Paramount+ anunciou que Armani Jackson, Bella Shepard, Chloe Rose Robertson e Tyler Lawrence Gray haviam assinado contrato para interpretar os protagonistas da próxima série de drama adolescente sobrenatural do streamer. Sarah Michelle Gellar fez uma aparição especial durante o painel de Teen Wolf na San Diego Comic-Con em 21 de julho para anunciar que ela se juntou ao elenco principal do show. Em 14 de setembro, foi anunciado que Rodrigo Santoro também se juntou ao elenco principal.
Em 7 de outubro, o streamer também anunciou novos membros recorrentes do elenco para a primeira temporada.

### Filmagens
A fotografia principal de Wolf Pack começou em 21 de julho de 2022 e durou até meados de novembro de 2022. Enquanto o programa se passa no sul da Califórnia e arredores, os produtores escolheram filmar em Atlanta, Geórgia, principalmente devido ao generoso programa de crédito fiscal do estado para produção de televisão.

## Recepção
O site agregador de críticas Rotten Tomatoes relatou um índice de aprovação de 35% com uma classificação média de 4,9/10, com base em 20 análises críticas. O consenso dos críticos do site diz: "A rainha do gênero Sarah Michelle Gellar faz o possível para liderar este Wolf Pack, mas não é o suficiente para salvar um spinoff que não crava os dentes o suficiente em o material de origem." Metacritic, que usa uma média ponderada, atribuiu uma pontuação de 45 em 100 com base em 9 críticos, indicando "críticas mistas ou médias".
Em sua crítica para The Guardian, Jack Seale deu 1/5 estrelas para o primeiro episódio da série, e declarou que a série é um drama adolescente surpreendentemente horrível de lobisomem com atuação desonesta cafona, diálogo sem sentido e trama inexplicável. A crítica da Variety declarou que o maior ponto de venda de 'Wolf Pack' foi o retorno de Sarah Michelle Gellar a um drama adolescente sobrenatural – mas até mesmo sua performance foi pálida e sem impacto.